# Roberto Olabe del Arco
Roberto Olabe del Arco (Salamanca, 5 de mayo de 1996), conocido como Olabe, es un futbolista español que juega como centrocampista en las filas del Turan Tovuz de la Liga Premier de Azerbaiyán. Es hijo del exguardameta y actual director deportivo español Roberto Olabe.

## Biografía
Nació en Salamanca, ciudad en la que su padre defendía en esos momentos la portería de la Unión Deportiva Salamanca. Creció desde niño en San Sebastián y se formó en la cantera de la Real Sociedad, donde llegó a jugar en juveniles y en el Berio (Real Sociedad "C") a las órdenes de Imanol Alguacil, antes de integrarse en la estructura del Villarreal C. F., donde jugó durante la temporada 2015/16 en las filas del Villarreal C. F. "C". En Castellón comenzó jugando aunque poco a poco fue perdiendo continuidad. Olabe siempre fue una de las grandes promesas de la cantera txuri urdin y fue internacional español sub-17, una cantera a la que llegó procedente del Easo. 
Llegó al Club Atlético de Madrid "B" en la temporada 16-17, para jugar en Tercera División, con cuyo filial logró el ascenso a Segunda B y se convirtió en fijo en las alineaciones de Óscar Rubén Fernández Romero, resultando habitual también en los entrenamientos del primer equipo. También debutó con el primer equipo del Atlético de Madrid en el año 2016, en la eliminatoria de Copa del Rey frente al Guijuelo.
En verano de 2018, tras realizar la pretemporada a las órdenes de Simeone con el primer equipo y ser convocado para la Supercopa de Europa, además de haber renovado con los rojiblancos hasta 2021, el centrocampista fue cedido al Extremadura UD, para jugar en Segunda División.
El 7 de julio de 2019 fichó por la Sociedad Deportiva Eibar por cuatro temporadas, aunque la primera de ellas sería cedido al Albacete Balompié. En enero de 2020 se canceló la cesión y regresó al Extremadura U. D. hasta final de temporada.
Tras jugar dos encuentros de Copa del Rey con el conjunto armero en la primera mitad de la temporada, el 17 de enero de 2021 fue cedido al C. D. Tondela hasta el final de la misma. El 31 de enero de 2022 rescindió su contrato con la S. D. Eibar y firmó por la A. D. Alcorcón hasta el término de la temporada.
Tras haber finalizado su contrato con la A. D. Alcorcón, el 7 de julio de 2022 se comprometió con el R. C. Deportivo de La Coruña por dos años. En el primero de ellos compitió en la Primera Federación y el segundo se marchó a la U. D. Ibiza con la que firmó por una temporada más otra opcional.
En julio de 2025 se unió al Turan Tovuz azerí.

## Clubes
| Club                         | País       | Año       | Partidos | Goles |
| ---------------------------- | ---------- | --------- | -------- | ----- |
| Real Sociedad "C"            | España     | 2014-2015 |          |       |
| Real Sociedad "B"            | España     | 2015      | 5        | 1     |
| Villarreal C. F. "C"         | España     | 2016      | 8        | 1     |
| Atlético de Madrid "B"       | España     | 2016-2018 | 58       | 4     |
| Atlético de Madrid           | España     | 2016      | 1        | 0     |
| Extremadura U. D. (cesión)   | España     | 2018-2019 | 34       | 1     |
| S. D. Eibar                  | España     | 2019-2022 | 5        | 0     |
| Albacete Balompié (cesión)   | España     | 2019-2020 | 18       | 0     |
| Extremadura U. D. (cesión)   | España     | 2020      | 10       | 0     |
| C. D. Tondela (cesión)       | Portugal   | 2021      | 17       | 0     |
| A. D. Alcorcón               | España     | 2022      | 15       | 0     |
| R. C. Deportivo de La Coruña | España     | 2022-2023 | 35       | 0     |
| U. D. Ibiza                  | España     | 2023-2025 | 66       | 2     |
| Turan Tovuz                  | Azerbaiyán | 2025-     |          |       |